# Heterodúplex
Un heterodúplex, en genética, es una molécula formada por ácidos nucleicos de doble cadena originada a través de la recombinación genética de cadenas simples complementarias derivadas de fuentes diferentes, como cromosomas homólogos o incluso de diferentes organismos. 
Un ejemplo de heterodúplex es lo que se crea al final de la transformación bacteriana en la que se inserta un filamento exógeno en el cromosoma bacteriano de la célula receptora que crea el complementario. OTros ejemplos serían la cadena de ADN heterodúplex que se forma en los procesos de hibridación, normalmente para los análisis bioquímicos basados en la filogenética o los heterodúplex que se forman cuando se utilizan análogos no naturales de los ácidos nucleicos para unirse a éstos; estos heterodúplex resultan de realizar técnicas antisentido utilizando ácido peptidonucleico monocatenario, fosforotioato de 2'-O-metilo u óligos de morfolino para unirse al ARN.
En la meiosis, el proceso de entrecruzamiento se produce entre cromátidas no hermanas, lo que da lugar a nuevas combinaciones alélicas en los gametos. En el entrecruzamiento, una enzima Spo11 hace muescas escalonadas en un par de cadenas de cromátidas hermanas (en una organización de tétrada de la profase).  Las enzimas posteriores recortan los extremos 5' de la hebra y un complejo proteico se une a los extremos 3' de la hebra.  La proteína Rad51 es reclutada y se une en un complejo proteico para buscar una secuencia complementaria de forma análoga a la reparación de la rotura de la doble cadena.  El filamento busca el cromosoma homólogo, se produce la invasión de la hebra en la que el nuevo cromosoma forma un bucle D sobre la cromátida hermana inferior, y luego los extremos son recocidos.  Este proceso puede dar lugar a dobles uniones Holliday que al ser cortadas en forma transversal por las endonucleasas forman 2 productos de hebra heterodúplex.
El ADN heterodúplex también es una fuente de ARN pequeño de interferencia (siRNA), lo que provoca el silenciamiento génico postranscripcional.
- Datos: Q408140